# Musée de Verla
L'usine de broyage du bois et de carton de Verla (en finnois : Verlan puuhiomo ja pahvitehdas) est une ancienne usine de traitement du bois et de carton située dans le village Verla de Jaala, au sud-est de la Finlande.

## Description
Elle est inscrite depuis 1996 sur la liste du patrimoine mondial.
C'est un des exemples d'installations industrielles rurales qui étaient très répandu en Europe du Nord et en Amérique du Nord au XIXe siècle avant de quasiment totalement disparaître.